# Dubai World Cup Night
Dubai World Cup Night är en serie med åtta fullblodshästkapplöpningar och ett löp för renrasiga arabiska fullblod som hålls årligen på Meydan Racecourse i Dubai, Förenade Arabemiraten. Från 1996 till 2009 hölls evenemanget på Nad Al Sheba Racecourse.
Eventet körs under överseende av Emirates Racing Authority, och har för närvarande prispengar på totalt 27,25 miljoner dollar, och är den enskilt mest penningstinna tävlingsdagen för fullblodshästar i världen. 

## Löp
Dubai World Cup Night inkluderar följande löp:
| Löp                   | Grupp | Noteringar                                |
| --------------------- | ----- | ----------------------------------------- |
| Dubai Kahayla Classic | GI    | För renrasiga araber                      |
| Al Quoz Sprint        | GI    |                                           |
| Godolphin Mile        | GII   |                                           |
| Dubai Gold Cup        | GII   |                                           |
| UAE Derby             | GII   |                                           |
| Dubai Golden Shaheen  | GI    | Del av Global Sprint Challenge sedan 2012 |
| Dubai Turf            | GI    | Var del av Asian Mile Challenge           |
| Dubai Sheema Classic  | GI    |                                           |
| Dubai World Cup       | GI    |                                           |